# Нерута (река, впадает в Болванскую губу)
Не́рута (устар. Нерута-Ю, Нерут) — река в Ненецком автономном округе России. Впадает в Болванскую губу Печорской губы Баренцева моря. Длина реки составляет 107 км. (с рекой Нерутавож — 127 км), площадь водосборного бассейна — 1250 км².
В верхнем течении, справа на 97 километре от устья, впадает её более длинный приток — река Нерутавож. Ниже впадают притоки: Нерута-Рассоха (слева), Косшор, Арвисъю (справа), Нарою, Куимвиска (слева). Ниже озера Верх. Юндаты начинается широкая дельта реки; здесь близ левого берега Неруты начинается протока Сухая Нерута. Несколько ниже, часть стока Неруты осуществляется в реку Ячей, часть по рукаву Новая Нерута.

## Данные водного реестра
По данным государственного водного реестра России относится к Двинско-Печорскому бассейновому округу, водохозяйственный участок — реки бассейна Баренцева моря от восточной границы бассейна р. Печора до восточной границы бассейна р. Бол. Ою. Речной бассейн реки — бассейны рек междуречья Печоры и Оби, впадающие в Баренцево море.
Код объекта в государственном водном реестре — 03060000112103000084883.